# Frank Dundr
Frank Dundr (født Frank Butz 25. januar 1957 i Sonneberg) er en tysk tidligere roer og olympisk guldvinder.

## Karriere

### Roning
Dundr var en del af den østtyske dobbeltfirer, der vandt VM-guld i 1977 og 1978.
Han var igen med i båden ved OL 1980 i Moskva; den øvrige besætning bestod af Uwe Heppner, Carsten Bunk og Martin Winter. Østtyskerne var overlegne i indledende heat, men i finalen blev det lidt tættere. Sovjetunionens båd førte i begyndelsen, men østtyskerne indhentede konkurrenterne og sikrede sig guldmedaljen, mens Sovjetunionen fik sølv og Bulgarien bronze.

### Anden sport
Dundr var (under navnet Frank Butz) tidligt i sin karriere desuden en habil kuglestøder og diskoskaster og konkurrerede i disse discipliner i begyndelsen af 1970'erne.

### Videre karriere
Han var bygningsarbejder af uddannelse, men studerede senere statskundskab ved officersskolen i Aschersleben. Indtil den tyske genforening arbejdede han som kommissær. Han tog efternavnet Dundr efter sin hustru, da de blev gift i 1977.

## OL-medaljer
- 1980:  Guld i dobbeltfirer